# Reserva fraccionària
La reserva fraccionària  és un tipus de sistema bancari, en el qual només es custodia un percentatge dels dipòsits (fixat per la política monetària i que generalment ronda el 2-5%), oferts pels clients del banc en qüestió. La resta d'aquest percentatge serà usdefruit del banc.

## Coeficient de reserves
El coeficient de reserves és el percentatge (fixat per la política monetària) que el sistema bancari guardarà dels dipòsits dels clients, també conegut com a coeficient de caixa.